# Salix wilhelmsiana
Salix wilhelmsiana är en videväxtart som beskrevs av Friedrich August Marschall von Bieberstein. Salix wilhelmsiana ingår i släktet viden, och familjen videväxter.

## Underarter
Arten delas in i följande underarter:
- S. w. latifolia
- S. w. leiocarpa